# Victoria, Oriental Mindoro

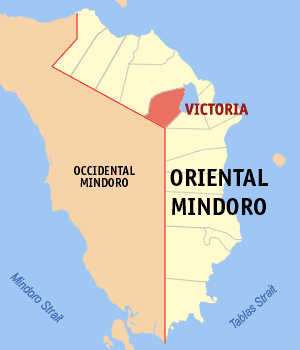
Bản đồ Oriental Mindoro với vị trí của Victoria

Victoria là một đô thị hạng 3 ở tỉnh Oriental Mindoro, Philippines. Theo điều tra dân số năm 2000, đô thị này có dân số 42.873 người trong 8.514 hộ.

## Barangay
Victoria được chia thành 32 barangay.
| - Alcate - Babangonan - Bagong Silang - Bagong Buhay - Bambanin - Bethel - Canaan - Concepcion - Duongan - Loyal - Mabini | - Macatoc - Malabo - Merit - Ordovilla - Pakyas - Poblacion I - Poblacion II - Poblacion III - Poblacion IV - Sampaguita - San Antonio | - San Gabriel - San Gelacio - San Isidro - San Juan - San Narciso - Urdaneta - Villa Cerveza - Leido - San Cristobal - Antonino |